# Архиепархия Найроби
Архиепархия Найроби (лат. Archidioecesis Nairobiensis) — архиепархия Римско-Католической церкви с центром в городе Найроби, столице Кении.
В митрополию Найроби входят епархии Керичо, Китуи, Мачакоса, Накуру и Нгонга. Архиепархия включает в себя провинцию Найроби, а также гражданских округов Кьямбу и Тика (частично) в Центральной провинции Кении. Кафедральным собором архиепархии Найроби является Собор Святого Семейства. Архиепископ Найроби — ныне вакансия.

## История
Святой Престол учредил Апостольскую префектуру Зангибара 26 февраля 1860 года, получив территорию от епархии Сен-Дени-де-Ла-Реюньон.
23 октября 1883 года Апостольская префектура была возведена в Апостольский викариат.
16 ноября 1887 года уступил часть своей территории в пользу учреждения Апостольской префектуры Южного Зангибара (сегодня — архиепархия Дар-эс-Салама) и одновременно изменил своё название на Апостольский викариат Северного Зангибара.
21 декабря 1906 года переименован в Апостольский викариат Занзибара.
24 мая 1929 года бреве «Quae catholicae» Папы Пия XI передал Джубаленд Апостольскому викариату Могадишо.
25 марта 1953 года Апостольский викариат был возведён в ранг митрополии Найроби буллой «Quemadmodum ad Nos» Папы Пия XII.
Позднее архиепархия Найроби передавала несколько раз свою территорию в пользу учреждения новых церковных округов, а именно:
- 8 мая 1955 года передал часть своей территории в пользу учреждения епархии Момбаса и Занзибар (сегодня — архиепархия Момбаса);
- 20 февраля 1956 года передал часть своей территории в пользу учреждения Апостольской префектуры Китуи (сегодня — епархия);
- 20 октября 1959 года передал часть своей территории в пользу учреждения Апостольской префектуры Нгонга (сегодня — епархия);
- 11 января 1968 года передал часть своей территории в пользу учреждения епархии Накуру;
- 29 мая 1969 года передал часть своей территории в пользу учреждения епархии Мачакоса.

## Ординарии
- епископ Armand-René Maupoint (1862 — 10 июля 1871);
- епископ Antoine Horner, C.S.Sp.[1] (1872—1882);
- епископ Jean-Marie-Raoul Le Bas de Courmont, C.S.Sp. (23 ноября 1883 — 27 ноября 1896);
- епископ Эмиль Огюст Аллжейер C.S.Sp. (17 февраля 1897 — 3 апреля 1913);
- епископ John Gerald Neville, C.S.Sp. (1 сентября 1913 — 8 марта 1930);
- епископ John Heffernan, C.S.Sp. (15 марта 1932 — 7 июня 1945);
- архиепископ John Joseph McCarthy, C.S.Sp. (11 июля 1946 — 24 октября 1971);
- кардинал Морис Отунга (24 октября 1971 — 21 апреля 1997);
- архиепископ Рафаэль Ндинги Мвана-а Ндзеки (21 апреля 1997 — 6 октября 2007);
- кардинал Джон Нджуэ (6 октября 2007 — 4 января 2021);
- архиепископ Филипп Арнольд Субира Аньоло (28 октября 2021 — по настоящее время).

## Суффраганные диоцезы
- Диоцез Керичо;
- Диоцез Китуи;
- Диоцез Мачакоса;
- Диоцез Накуру;
- Диоцез Нгонга.

## Источник
- Annuario Pontificio, Libreria Editrice Vaticana, Città del Vaticano, 2003, стр. 766, ISBN 88-209-7422-3